# Chiffre de Hill
En cryptographie symétrique, le chiffre de Hill est un modèle simple d'extension du chiffrement affine à un bloc. Ce système étudié par Lester S. Hill, utilise les propriétés de l'arithmétique modulaire et des matrices.

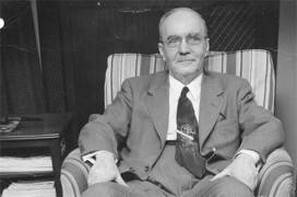
Lester Sanders Hill (1891-1961)

Il consiste à chiffrer le message en substituant les lettres du message, non plus lettre à lettre, mais par groupe de lettres. Il permet ainsi de rendre plus difficile le cassage du code par observation des fréquences.
Lester S. Hill a aussi conçu une machine capable de réaliser mécaniquement un tel codage.

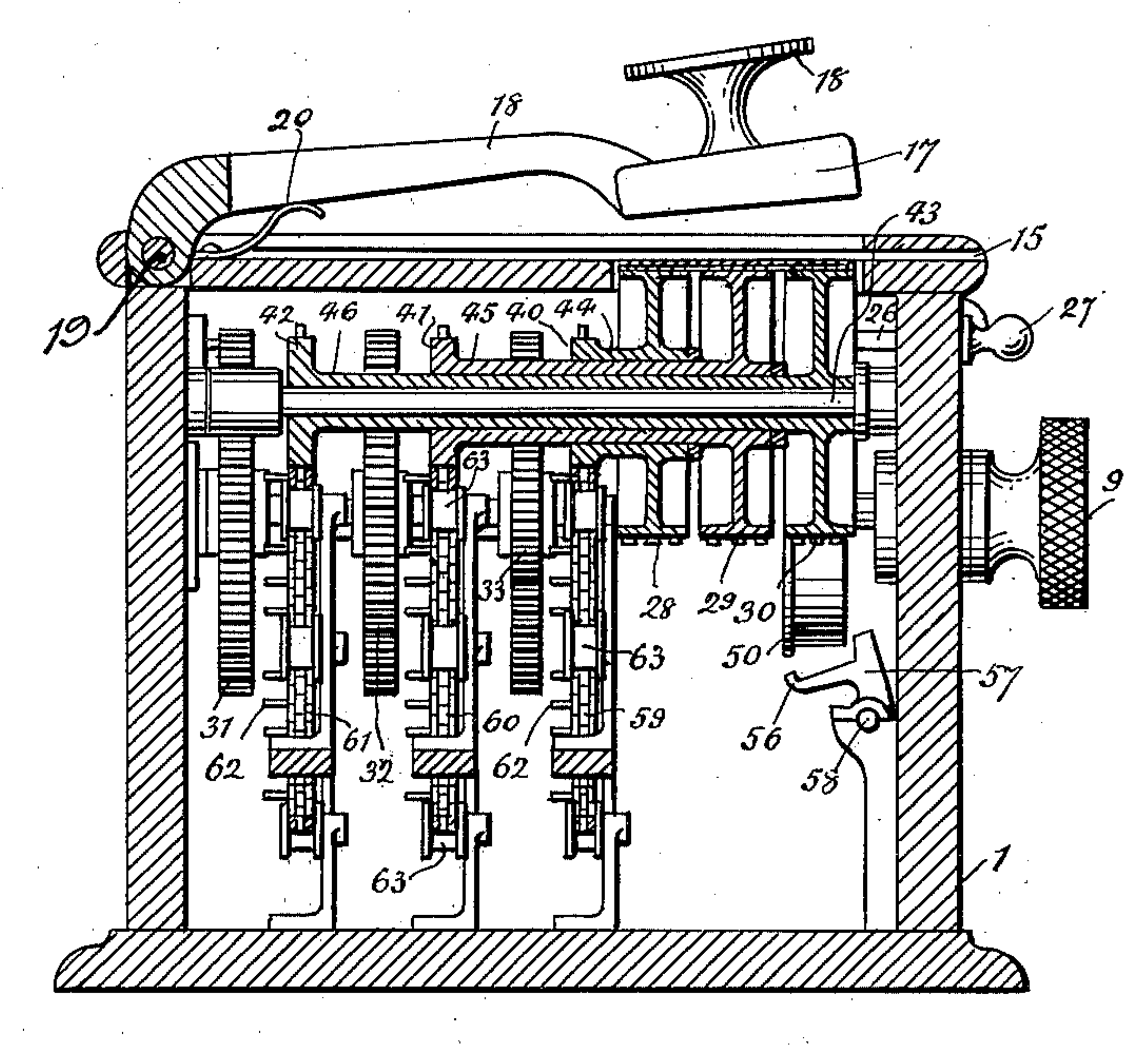
Machine de Hill (1929)

## Principe
Chaque caractère est d'abord codé par un nombre compris entre 0 et n – 1 (son rang dans l'alphabet diminué de 1 ou son code ASCII diminué de 32). Les caractères sont alors regroupés par blocs de p caractères formant un certain nombre de vecteurs {\displaystyle X=(x_{1},x_{2},\cdots ,x_{p})}. Les nombres {\displaystyle x_{i}} étant compris entre 0 et n – 1, on peut les considérer comme des éléments de {\displaystyle \mathbb {Z} /n\mathbb {Z} } et X est alors un élément de {\displaystyle (\mathbb {Z} /n\mathbb {Z} )^{p}}.
On a construit au préalable une matrice p × p d'entiers : A. Le bloc X est alors chiffré par le bloc Y = AX, le produit s'effectuant modulo n.
Pour déchiffrer le message, il s'agit d'inverser la matrice A modulo n. Cela peut se faire si le déterminant de cette matrice possède un inverse modulo n (c'est-à-dire, d'après le théorème de Bachet-Bézout, si det(A) est premier avec n).
En effet, le produit de A et de la transposée de sa comatrice donne
{\displaystyle A~^{\operatorname {t} }\!{\rm {com}}A={^{\operatorname {t} }\!{\rm {com}}A}~A=\det A~I_{p}}
(où {\displaystyle I_{p}} désigne la matrice identité de taille p) donc s'il existe un entier k tel que
{\displaystyle k\times \det(A)\equiv 1{\pmod {n}}}
alors, en notant B n'importe quelle matrice congrue modulo n à k tcom(A), on aura
{\displaystyle AB\equiv BA\equiv I_{p}{\pmod {n}},}
soit encore 
{\displaystyle Y=AX\Leftrightarrow X=BY.}

## Illustration sur un exemple simple
On imagine dans cette section que chaque lettre est codée par son rang dans l'alphabet diminué de 1 et que le chiffrement s'effectue par blocs de 2 lettres. Ici n = 26 et p = 2.
Et l'on cherche à chiffrer le message suivant : TEXTEACRYPTER en utilisant une matrice A dont le déterminant est premier avec 26.
Pour construire une telle matrice, il suffit de choisir trois entiers a, b, c au hasard mais tels que a soit premier avec 26, ce qui permet de choisir le dernier terme d tel que ad – bc soit inversible modulo 26. Pour la suite on prendra 
{\displaystyle A={\begin{pmatrix}3&5\\6&17\end{pmatrix}}}
dont le déterminant est 21. Comme 5 × 21 = 105 ≡ 1 (mod 26), 5 est un inverse de det(A) modulo 26.

### Chiffrement
On remplace chaque lettre par son rang à l'aide du tableau suivant : 
| A | B | C | D | E | F | G | H | I | J | K  | L  | M  | N  | O  | P  | Q  | R  | S  | T  | U  | V  | W  | X  | Y  | Z  |
| 0 | 1 | 2 | 3 | 4 | 5 | 6 | 7 | 8 | 9 | 10 | 11 | 12 | 13 | 14 | 15 | 16 | 17 | 18 | 19 | 20 | 21 | 22 | 23 | 24 | 25 |

Puis on code le message
TEXTEACRYPTER→ 19 ; 4 ; 23 ; 19 ; 4 ; 0 ; 2 ; 17 ; 24 ; 15 ; 19 ; 4 ; 17
On regroupe les lettres par paires créant ainsi 7 vecteurs de dimension deux, la dernière paire étant complétée arbitrairement :
{\displaystyle X_{1}=(19;4);X_{2}=(23;19);X_{3}=(4;0);X_{4}=(2;17);X_{5}=(24;15);X_{6}=(19;4);X_{7}=(17;6).}
On multiplie ensuite ces vecteurs par la matrice A en travaillant sur des congruences modulo 26 :
{\displaystyle Y_{1}={\begin{pmatrix}3&5\\6&17\end{pmatrix}}{\begin{pmatrix}19\\4\end{pmatrix}}={\begin{pmatrix}25\\0\end{pmatrix}}} etc.
On obtient alors 7 vecteurs, soit 14 lettres :
(25 ; 0) ; (8;19) ; (12 ; 24) ; (13 ; 15) ; (17 ; 9) ; (25 ; 0) ; (3 ; 22)
ZAITMYNPRJZADW.

### Déchiffrement
Il faut inverser la matrice A. Il suffit de prendre la transposée de sa comatrice, c'est-à-dire 
{\displaystyle ^{\operatorname {t} }\!{\rm {com}}A={\begin{pmatrix}17&-5\\-6&3\end{pmatrix}}}
et la multiplier (modulo 26) par un inverse modulaire du déterminant de A c'est-à-dire par 5 (cf. ci-dessus) :  
{\displaystyle B={\begin{pmatrix}7&1\\22&15\end{pmatrix}}.}
Connaissant les couples Y, il suffit de les multiplier (modulo 26) par la matrice B pour retrouver les couples X et réussir à déchiffrer le message.

## Cryptanalyse
Le cassage par force brute nécessiterait de tester toutes les matrices carrées inversibles soit {\displaystyle (2^{2}-1)(2^{2}-2)(13^{2}-1)(13^{2}-13)=157\,248} matrices dans les cas de matrices d'ordre 2 modulo 26. Ce nombre augmente considérablement si l'on décide de travailler avec des matrices 3 × 3 ou 4 × 4.
L'autre système consiste à travailler sur les fréquences d'apparition de blocs de lettres. 
Dans l'exemple précédent, la paire ZA apparait 2 fois ce qui la classe parmi les paires les plus fréquentes qui sont ES, DE, LE, EN, RE, NT, ON, TE. Si l'on arrive à déterminer le chiffrement de 2 paires de lettres, on peut sous certaines conditions retrouver la matrice de codage A.
En effet, si l'on suppose connu le fait que {\displaystyle (x_{1};x_{2})} est codé par {\displaystyle (y_{1};y_{2})} et {\displaystyle (x_{3};x_{4})} est codé par {\displaystyle (y_{3};y_{4})} alors on peut écrire l'égalité matricielle suivante :
{\displaystyle {\begin{pmatrix}y_{1}&y_{3}\\y_{2}&y_{4}\end{pmatrix}}=A{\begin{pmatrix}x_{1}&x_{3}\\x_{2}&x_{4}\end{pmatrix}}.}
Si la seconde matrice est inversible, c'est-à-dire si {\displaystyle x_{1}x_{4}-x_{2}x_{3}} est premier avec 26, alors on peut déterminer A par 
{\displaystyle A={\begin{pmatrix}y_{1}&y_{3}\\y_{2}&y_{4}\end{pmatrix}}{\begin{pmatrix}x_{1}&x_{3}\\x_{2}&x_{4}\end{pmatrix}}^{-1}.}
Si l'on travaille avec des blocs de taille p, il faut connaitre le chiffrement de p blocs pour arriver à déterminer la matrice. Encore faut-il que ces blocs constituent une matrice inversible.

## Sources
- Robert Noirfalise, Arithmétique et cryptographie, IREM de Clermont-Ferrand ;
- Introduction à la cryptographie, université Lyon 1 ;
- Didier Müller, Une application intéressante des matrices ; le chiffre de Hill
- Frédéric Bayart, « Méthodes anciennes de cryptographie », sur bibmath.net ;
- (en) Murray Eisenberg, Hill Ciphers and Modular Linear Algebra.